# 대동운수
대동운수(大同運輸)은 강원도 춘천시에 위치한 시내버스 운수업체였다. 2019년 7월 25일 대한운수와 합병하여 춘천시민버스가 되며 해산되었다.

## 주요 연혁
- 1967년 6월 1일: 춘천시 낙원동에서 회사 설립. 이택우 대표이사 취임.
- 1969년 6월 1일: 춘천군 신동면 거두리로 본사 이전.
- 1976년 11월 22일: 춘성군 동면 장학리 본사 신축. 이전.
- 1993년 3월 1일: 문태섭 대표이사 취임.
- 1995년 3월 1일: 송제생 대표이사 취임.
- 2006년 3월 2일: 허승진 대표이사 취임.
- 2018년 1월 9일: 서울회생법원에 회생신청.
- 2018년 9월 19일: 허승진 관리인 해임. 김건식 관리인 선임.
- 2019년 1월 31일: 회생절차 종료. 김건식 대표이사 취임.
- 2019년 7월 25일: 대한운수 주식회사와 합병으로 주식회사 춘천시민버스 설립 후 대동운수 주식회사 해산.

## 운행 노선
시내 일반 노선에는 모두 대한운수와 함께 공동 배차에 참여하고 있으며, 맞춤버스(10, 80, 88, 90번)과 순환버스(13개 노선)을 비롯해 시내버스가 대한운수와 함께 1달 간격으로 순환하면서 배차에 참여하고 있다.

### 도시형버스
- ● 1번: 후평동 → 두미리
- ● 2번: 후평동 → 두미리
- ● 3번: 후평동 → 두미리
- ● 5번: 후평동 → 가정리, 관천리
- ● 10번: 남춘천역 → 강대후문
- ● 11번: 후평동 → 소양댐
- ● 12번: 한림성심대 → 소양댐
- ● 13번: 후평동 → 윗샘밭
- ● 16번: 후평동 → 산천2리
- ● 17번: 후평동 → 유포리
- ● 18번: 후평동 → 오항리
- ● 18-1번: 후평동 → 청평사[1]
- ● 19번: 후평동 → 발산리
- ● 20번: 후평동 → 학곡리
- ● 21번: 후평동 → 학곡리
- ● 22번: 후평동 → 사암리
- ● 24번: 후평동 → 거두리
- ● 26번: 후평동 → 거두리
- ● 28번: 동내면 → 하일
- ● 30번: 학곡리 → 용산리
- ● 31번: 후평동 → 춘천댐
- ● 32번: 후평동 → 용산리
- ● 33번: 후평동 → 지내리
- ● 33-1번: 학곡리 → 지내리
- ● 36번: 후평동 → 올미
- ● 37번: 후평동 → 고탄
- ● 38번: 후평동 → 지암리
- ● 39번: 후평동 → 오탄리
- ● 40번: 후평동 → 재취골
- ● 41번: 후평동 → 굴지리, 밭치리
- ● 43번: 후평동 → 조양3리, 봉명리, 원목골
- ● 50번: 후평동 → 구곡폭포
- ● 50-1번: 후평동 → 구곡폭포
- ● 51번: 후평동 → 안보리, 당림리
- ● 52번: 후평동 → 명월리
- ● 53-1번: 후평동 → 모곡, 한덕리, 두미리
- ● 55번: 후평동 → 창촌
- ● 56번: 후평동 → 수동1리, 창촌3리
- ● 59번: 후평동 → 의암, 설미
- ● 65번: 송암스포츠타운 → 동면
- ● 66번: 후평동 → 옥광산
- ● 66-1번: 후평동 → 남춘천역
- ● 67번: 후평동 → 신남
- ● 69번: 후평동 → 혈동2리
- ● 74번: 후평동 → 송암스포츠타운
- ● 75번: 동면 → 후평동
- ● 76번: 의암 → 상걸리
- ● 81번: 후평동 → 의암댐 → 서상리
- ● 81-1번: 후평동 → 신매대교 → 서상리
- ● 82번: 후평동 → 방동리
- ● 83번: 남춘천역 → 애니메이션박물관
- ● 85번: 학곡리 → 춘천농공고등학교
- ● 86번: 후평동 → 백양리
- ● 88번: 학곡리 → 한림성심대학교
- ● 90번: 학곡리 → 소양고등학교
- ● 91번: 동내면 → 만천리
- ● 92번: 후평동 → 오월리
- ● 102번: 102보충대 → 남춘천역
- ● 150번: 후평동 → 소양댐

### 순환버스
- ● 7번: 후평동 → 후평동(저상버스 운행)
- ● 8번: 후평동 → 후평동(저상버스 운행)
- ● 9번: 후평동 → 후평동(저상버스 운행)
- ● 62번: 후평동 → 춘천역
- ● 63번: 우석여중 → 춘천역
- ● 64번: 한림성심대 → 후평동(저상버스 운행)
- ● 64-2번: 후평동 → 한림성심대(저상버스 운행)
- ● 74번: 후평동 → 후평동
- ● 100번: 후평동 → 후평동(저상버스 운행)
- ● 200번: 후평동 → 한림성심대학교

### 맞춤버스
- ● 80번: 굴지리 → 후평동
- ● 85번: 학곡리 → 소양중
- ● 90번: 학곡리 → 한샘고등학교
- ● 110번: 강원고등학교 → 춘천실업고등학교
- ● 111번: 강원고등학교 → 학곡리
- ● 112번: 강원고등학교 → 중앙하이츠
- ● 113번: 춘천여고 → 한샘고등학교
- ● S-1번: 칠전대우아파트 → 시의회/한림대
- ● S-2번: 한진/한성아파트 → 시의회/한림대
- ● S-3번: 퇴계한주아파트 → 시의회/한림대
- ● S-4번: 퇴계2우체국 → 시의회/한림대
- ● S-5번: 후평주공4단지후문 → 춘천여고
- ● S-6번: 석사대우아파트 → 춘천여고
- ● S-7번: 초록지붕아파트 → 춘천여고
- ● S-8번: 사농현대아파트 → 시의회/한림대

## 사진

(구)춘천시내버스 11번

## 같이 보기
- 대한운수